# 테아 폰 하르보우
테아 폰 하르보우(독일어: Thea von Harbou, 1888년 12월 27일 ~ 1954년 7월 1일)는 독일의 영화 각본가, 소설가, 영화 감독, 배우이다. 소설 《메트로폴리스》와 자신의 소설을 원작으로 한 프리츠 랑 감독 영화 《메트로폴리스》의 각본가로 잘 알려져 있다.

## 출연 작품
- 인도의 무덤 (1959)
- 벵갈의 호랑이 (1958)
- 마부제 박사 2 - 마부제 박사의 유언 (1932)
- 스파이 (1928)
- 메트로폴리스 (1927)
- 니벨룽의 노래 (1924)
- 미카엘 (1924)
- 유령 (1922)
- 불타는 대지 (1922)
- 마부제 박사 (1922)